# お山の大将
お山の大将（おやまのたいしょう、英: King of the Hill）とは、子供の遊び。または人間の性格を表現した言葉である。

## 子供の遊び

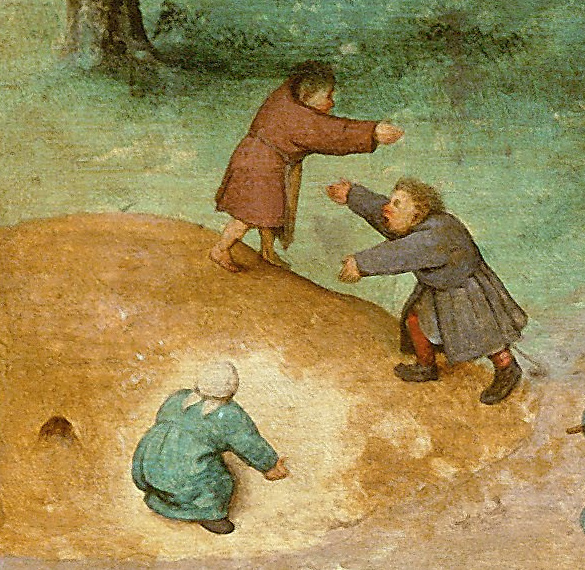
ピーテル・ブリューゲルの『子供の遊戯』の絵画

- 数人で低い丘や塚など、少し高い場所に競って登る。頂上に登った者が「お山の大将おれ一人」と叫びながら、あとから来るものを突き落とそうとする遊び[1]。

## 人間の性格として
- 小事を成し遂げた実績を得意に語る人。また、つまらぬ仲間内でも偉ぶる人の性格を指す[1]。
- 自分勝手でわがままな性格であるがゆえに、数人程度の小規模なグループの中でも自分が常にトップでないと気が済まないという価値観の人。
- 上述に加え自分の考え方や意見に同意する人だけを仲間に置き、自分の意見や考え方と違う人は即刻仲間外れにするという独裁的な考えを持つ人。
- また、自分より目下の人間ばかり集めたグループを作り、その中で威張った態度を取る人。例えば、スポーツの強豪校では補欠だった人が弱小チームに移籍してエース扱いされ得意気になるなど。